# Cordillera del Interior
La Cordillera del Interior o Serranía del Interior es un ramal de la Cordillera de la Costa, en el norte de Venezuela. Es una formación montañosa que atraviesa los estados de Yaracuy, Carabobo, Cojedes, Guárico, Aragua, Miranda, Anzoátegui, Monagas y Sucre. Sus puntos más altos son el Cerro Tristeza (2.660 m) estado Anzoátegui y el pico Turimiquire (2.596 m) en la frontera entre los estados Sucre y Monagas; además, presenta altitudes considerables como el cerro Platillón (1.930 msnm) y el topo Cataurito (1.655 msnm) en los estados Guárico y Aragua respectivamente. Tiene una longitud de 650 kilómetros. La Serranía del Interior comienza en el Estado Yaracuy, prolongándose hacia el este hasta casi el extremo oriental del Estado Sucre. Su altitud promedio es de 1.100 m, reduciéndose considerablemente en lo que se conoce como la Depresión de Unare, en el estado Anzoátegui. Algunas ciudades importantes de Venezuela se encuentran al pie de esta formación: San Felipe, San Juan de los Morros, Barcelona, Puerto La Cruz, Cumaná, Tinaquillo y Nirgua. También alberga la Montaña de Sorte en el Estado Yaracuy, sitio religioso de gran interés antropológico. La Serranía del Interior, junto con la Cordillera de la Costa conforman, en conjunto, lo que se conoce como Cordillera Caribe.